# حاجی‌آباد (مسجدسلیمان، جنوب)
حاجی‌آباد یک روستا در ایران است که در دهستان تمبی گلگیر شهرستان مسجدسلیمان واقع شده‌است. حاجی‌آباد ۱۰۴ نفر جمعیت دارد.